# 蒙塔涅 (伊泽尔省)
蒙塔涅（法語：Montagne，法語發音：[mɔ̃taɲ] ⓘ）是法国伊泽尔省的一个市镇，属于格勒诺布尔区。

## 地理
蒙塔涅（45°8'28"N, 5°11'32"E）面积8.78 平方千米，位于法国奥弗涅-罗讷-阿尔卑斯大区伊泽尔省，该省份为法国东南部内陆省份，北起顺时针与安省、萨瓦省、上阿尔卑斯省、德龙省、阿尔代什省、卢瓦尔省和罗讷省。
与蒙塔涅接壤的市镇（或旧市镇、城区）包括：圣拉捷、蒙米拉勒、帕尔南、圣博内德沙瓦涅、圣安托万拉拜。

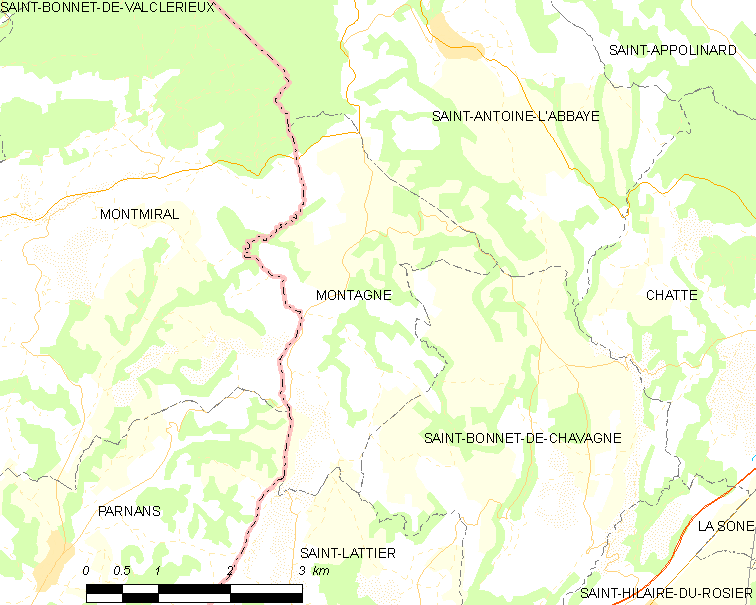
的OSM定位图

蒙塔涅的时区为UTC+01:00、UTC+02:00（夏令时）。

## 行政
蒙塔涅的邮政编码为38160，INSEE市镇编码为38245。

## 政治
蒙塔涅所属的省级选区为南格雷西沃当县。

## 人口

1962-2008年间人口变化图示

蒙塔涅于2022年1月1日时的人口数量为273人。